# Tani Stafsula
Dritan Stafsula (Tirana, 16 luglio 1981) è un ex calciatore albanese, di ruolo attaccante.

## Carriera

### Club
Stafsula, che possiede anche la cittadinanza finlandese, vestì le maglie di Tervarit Oulu, Oulu, Allianssi e Tampere United, prima di passare ai norvegesi del Bodø/Glimt.
Debuttò in Adeccoligaen il 17 aprile 2006, sostituendo Mounir Hamoud nella sconfitta per 3-2 sul campo del Løv-Ham. Il 13 settembre segnò la prima ed unica rete in campionato per questo club, fissando il punteggio sul definitivo 5-1 in favore della sua squadra, sul Manglerud Star.
Tornò poi all'Oulu, per passare successivamente ai kazaki dell'Astana, poi agli slovacchi del DAC Dunajská Streda e negli svedesi del Bodens. Tornò poi, ancora una volta, all'Oulu.